# Wolfgang Loitzl
Wolfgang Loitzl, avstrijski smučarski skakalec, * 13. januar 1980, Bad Mitterndorf, Avstrija.

### Kariera
Na tekmi svetovnega pokala je prvič nastopil kot član avstrijskega nacionalnega paketa na tekmi Novoletne turneje v Bischofshofnu v sezoni 1996/97.
Leta 1998 je postal mladinski svetovni prvak.
Leta 2001 je na svetovnem prvenstvu v Lahtiju z avstrijsko ekipo osvojil zlato na mali in bron na veliki skakalnici. Njegova najboljša posamična uvrstitev je 6. mesto na prvenstvu v Oberstdorfu leta 2005. Tu je osvojil se dve zlati medalji na ekipih tekmah.
Na svetovnem prvenstvu v poletih v Planici je z ekipo osvojil bronasto medaljo. 
V sezoni 2008/09 je dosegel svojo prvo zmago v karieri, in to na skakalni novoletni turneji, v Garmisch-Partenkirchnu, nato še v Innsbrucku in v Bischofshofnu. Novoletno turnejo je tudi osvojil, na njej pa so mu sodniki skupno podarili kar devet dvajsetic. 
V isti sezoni je postal svetovni prvak na mali skakalnici, v Libercu, kar je bila tudi njegova prva posamična medalja na Svetovnih prvenstvih v karieri. 
Loitzl je veljal za večno drugega, a po zmagi v Garmisch-Partenkirchnu, je postal prvi. Sezono je končal na tretjem mestu, s 1396 točkami. 
Njegov osebni rekord je 213 metrov, ki ga je dosegel v sezoni 2008/09, v poiskusni seriji v Planici.
Ima 4 zmage za svetovni pokal:
| Sezona  | Država/Prizorišče      |
| ------- | ---------------------- |
| 2008/09 | Garmisch-Partenkirchen |
| 2008/09 | Innsbruck              |
| 2008/09 | Bischofshofen          |
| 2008/09 | Zakopane               |

### Točke za svetovni pokal
| Sezona  | Skupaj |
| ------- | ------ |
| 1996/97 | 0      |
| 1997/98 | 194    |
| 1998/99 | 505    |
| 1999/00 | 251    |
| 2000/01 | 614    |
| 2001/02 | 146    |
| 2002/03 | 20     |
| 2003/04 | 206    |
| 2004/05 | 350    |
| 2005/06 | 156    |
| 2006/07 | 476    |
| 2007/08 | 715    |
| 2008/09 | 1396   |

V karieri, ki še ni končana in v kateri je v svetovnem pokalu nastopal 13 sezon, je zbral 5029 točk.

### Mladinska svetovna prvenstva
| Mladinsko svetovno prvesnstvo | Mladinsko svetovno prvesnstvo | Mladinsko svetovno prvesnstvo | Mladinsko svetovno prvesnstvo |
| ----------------------------- | ----------------------------- | ----------------------------- | ----------------------------- |
| Bron                          | Canmore (Alberta) 1997        | Ekipno                        |                               |
| Zlato                         | Švica 1998                    | Posamično                     |                               |

### Osebno življenje
11. junija se je poročil z ženo Mariko, s katero imata dva sinova.